# Imitation General
Imitation General é um filme de guerra estadunidense dirigido por George Marshall e estrelado por Glenn Ford, Red Buttons e Taina Elg. O filme, distribuído pela Metro-Goldwyn-Mayer, é baseado em um conto de mesmo nome de William Chamberlain com a produção de William Hawks.

## Elenco
- Glenn Ford ...MSgt. Murphy Savage
- Red Buttons ...Cpl. Chan Derby
- Taina Elg ...Simone
- Dean Jones ...Cpl. Terry Sellers
- Kent Smith ...Brig. Gen. Charles Lane
- Tige Andrews ...Pvt. Orville Hutchmeyer
- John Wilder ...Tenente Jeff Clayton
- Ralph Votrian ...soldado